# Vivaldi Technologies
Die Vivaldi Technologies AS ist ein Unternehmen mit Sitz in der norwegischen Hauptstadt Oslo und Entwickler des Webbrowser-Programms Vivaldi. Es betreibt die Online-Community-Plattform vivaldi.net einschließlich des E-Mail-Dienstes Vivaldi Mail und besitzt Tochterunternehmen in Island und den USA.
Das Unternehmen wurde im Dezember 2013 von Jon Stephenson von Tetzchner in seiner Heimat Island gegründet, nachdem er bei der von ihm mitgegründeten und viele Jahre geleiteten norwegischen Opera Software endgültig ausgeschieden war. Ziel des Unternehmens ist die Entwicklung eines neuen Webbrowsers für technisch versiertere „Power-Nutzer“, wie es Opera bis Version 12.18 auf Basis der Browser-Engine Presto war, bevor dessen Funktionsumfang beim Wechsel zu Blink stark verringert wurde.
Gleichwohl setzt Vivaldi Technologies für seinen Browser aus Kapazitätsgründen ebenfalls auf die Browser-Engine Blink, die schon in Chrome und dem neu entwickelten Opera (ab Version 15) zum Einsatz kommt. Das Unternehmen bestand Anfang 2015 aus der vergleichsweise geringen Zahl von 25 Mitarbeitern, von denen etwa die Hälfte früher auch schon für Opera Software gearbeitet hatte. Im Juni 2016 zeigte das Unternehmen in seiner Website 33 Mitarbeiter, darunter sieben Frauen, an den Standorten Oslo (16), Reykjavík (10), Gloucester (Massachusetts) (3 inkl. von Tetzchner) sowie Kalifornien (COO und Mitgründer Tatsuki Tomita), Helsinki, Prag und Sankt Petersburg (je 1).
Bereits kurz nach seiner Gründung rief das Unternehmen im Januar 2014 die Online-Plattform vivaldi.net ins Leben, nachdem das ähnliche Portal My Opera durch die Opera Software geschlossen worden war.
Nach über einem Jahr Entwicklungszeit stellte das Unternehmen im Januar 2015 sein neues Hauptprodukt als „Technical Preview“ (TP) der Öffentlichkeit vor, den namensgebenden Webbrowser Vivaldi. Anfang März sowie Ende April wurden eine zweite und dritte Vorabversion (TP2 und TP3) als Download öffentlich zur Verfügung gestellt; im Juli 2015 folgte TP4 und am 3. November schließlich die erste vom Unternehmen selbst als Beta-Version bezeichnete Vorversion. Nach fünf weiteren Monaten wurde dann am 6. April 2016 das offizielle „Release 1.0“ durch von Tetzchner persönlich vorgestellt, der in kurzen Abständen weitere Versionen nachfolgten. Im November 2016 wurde dann Version 1.5 vorgestellt, die unter anderem mit einer integrierten Funktion für das Internet-der-Dinge aufwartet.
Alle Versionen stehen in zwei Windows-Varianten für 32-Bit-Rechner und 64-Bit-Rechner zur Verfügung sowie für Mac OS X (ab Version 10.9 Mavericks) und in vier Linux-Versionen (Debian-Paket und RPM-Paket, jeweils für 32-Bit-Rechner und 64-Bit-Rechner).
In einer Anfrage der Bild-Zeitung zu ihrem Testbericht über die Beta-Version vom 8. November 2015 erläuterte Vivaldi-Gründer Jon Stephenson von Tetzchner, dass sich das Unternehmen durch von anderen Unternehmen bezahlte Lesezeichen-Einträge finanziere, die der Browser in seiner Grundversion beinhalte, und dass das „kleine Team“ bei „genügend“ Installationen „davon leben“ könne. Am 26. Mai 2016 wurden in einem weiteren Interview „derzeit rund eine Million aktive Nutzer pro Monat“ genannt, für von Tetztchner „ein wirklich guter Start [… man benötige] ein paar Millionen Nutzer, um aus den roten Zahlen zu kommen, und von da an werden wir dann weiter sehen.“